# کاخ مانولده
مانول‌دائه (هانگول: 만월대، Hanja: 滿月臺؛ روشن. سکوی ماه کامل)، یا مانگول‌دائه (هانگول: 망월대، Hanja: 望月臺)، کاخ اصلی سلسله گوریو کره بود. نام رسمی مانند " گیونگ بوک گونگ " (کاخ اصلی سلسله چوسون) نداشت، زیرا یک کاخ امپراتوری مانند کاخ‌های امپراتوری چین بود (مثلاً "大內"، "皇城"). این کاخ در پایتخت گوریو کائسونگ واقع شده‌است، در سال‌های ۱۰۱۱، ۱۱۲۶، ۱۱۷۱، ۱۲۲۵ و ۱۳۶۲ به آتش کشید. نام مانول‌دائه به ویرانه‌های کاخ در قرن 14 یا 15 از دوره ژوسئون داده شد.

## تاریخچه
ساخت و ساز در کاخ در سال ۹۱۹، در آغاز سلسله گوریو آغاز شد. در جنوب کوه‌های سونگک برای فنگ‌شویی خوب ساخته شده‌است. کاخ به دو بخش عمده تقسیم شده بود. کونگ‌سونگ (궁성، 宮城)، جایی که پادشاه و خانواده سلطنتی در آن زندگی می‌کردند، و هوانگ‌سونگ (황성، 皇城)، که در آن امور ایالتی انجام می‌شد. ساختمان‌های بزرگی مانند تالار چانگوا (장화전، 長和殿)، و وونندک (원덕전، 元德殿) حاوی زیارتگاه‌ها و محل‌های زندگی بودند، در حالی که تالار هوئه‌گیونگ (회경전، 殜 惏)بزرگ‌ترین و باشکوه‌ترین اتاق تاج و تخت این مجموعه همچنین حاوی یک برج نجوم سنگی به نام چوم‌سونگ‌دائه (첨성대، 瞻星臺) بود که توسط اخترشناسان سلطنتی استفاده می‌شد. این کاخ در سال ۱۳۶۱ با حمله عمامه سرخ‌ها و غارت شهر کائسونگ با خاک یکسان شد و پادشاه را مجبور به فرار موقت از آندونگ کرد. سوابق معاصر این کاخ را شامل ساختمان‌هایی با ابعاد بسیار زیاد شبیه به اندازه ساختمان‌های موجود در شهر ممنوعه توصیف می‌کند. گفته می‌شود سبک معماری و دکوراسیون از پالت رنگی منحصر به فرد سلطنتی کره ای به نام دانچئونگ پیروی می‌کند که در دیگر کاخ‌های کره ای که هنوز هم پابرجا هستند دیده می‌شود. با این حال، کاخ ماندولدا در مقایسه با کاخ‌های باقی مانده از سلسله کنفوسیوس جوسون کره، که بر فروتنی و خویشتن داری در همه چیز تأکید می‌کرد، دارای ساختمان‌های چند طبقه، تزئینات طلایی بیشتر، و رنگ‌های آبی و سفید است؛ بنابراین، مانول‌دائه بینش ارزشمند دیگری را در مورد شکل دیگری از معماری کاخ کره ای که به دلیل تهاجمات خارجی از بین رفته بود، به ما می‌دهد. در حال حاضر، محل کاخ در جمهوری دموکراتیک خلق کره است.

## شرح
گمان می‌رود که این کاخ دارای کاشی‌های آبی سلادون بوده‌است، شبیه به سایر کاشی‌های حفاری شده مربوط به همان دوره.

## کاوش‌ها و یافته‌ها

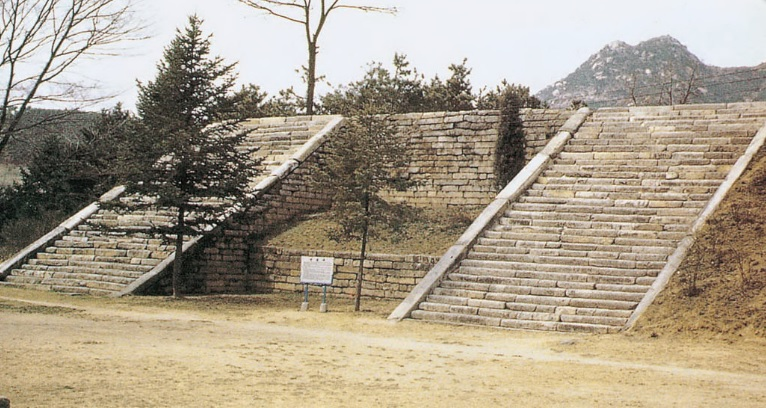
مانول‌دائه که امروزه وجود دارد

حفاری ویرانه‌های کاخ مانول‌دائه تحت نظارت دولت کره شمالی آغاز شد، اما در یک پروژه فرهنگی کره‌ای مشترک ادغام شد. بسیاری از آثار ارزشمند اواخر دوره گوریو در این مکان کشف شده‌است، از جمله سرامیک، اقلام فلزی، لوح‌های اجدادی، آینه‌ها و بیش از ۳۰۰۰ کاشی سقف. این مکان در فهرست مکان‌هایی است که کره شمالی برای تبدیل کردن به میراث جهانی یونسکو برنامه‌ریزی کرده‌است. از سال ۲۰۱۵، هر دو کره شش دور حفاری مشترک از سال ۲۰۰۷ تاکنون در این سایت انجام داده‌اند. دور کاوش‌های ۲۰۱۵ شش ماه طول کشید که طولانی‌ترین دوره حفاری تا به امروز است.
یک کوزه سلادون۲۵ سانتی‌متری با طرح میمون و درخت منبت کاری شده در زیر لعاب طلایی که در این مکان یافت شده در موزه ملی کره نگهداری می‌شود.
در حفاری در این سایت یک استوانه گلدان مانند "بی نظیر" دو فوتی ساخته شده از سلادون کشف شد. عملکرد شی تا ژوئن ۲۰۱۵ نامشخص بود. شی گلدان مانند دارای الگوی پیچیده‌ای از گل صد تومانی و انگور است و قبلاً دارای سوراخ‌هایی در بالا و پایین بود. حدس زده می‌شد که گلدان گل یا ظرفی بوده‌است که برای اهداف تشریفاتی استفاده می‌شده‌است. یک سازنده مدرن سلادون کره جنوبی توضیح می‌دهد: «این قطعه به دلیل اندازه آن منحصر به فرد است. با توجه به ماهیت سرامیک‌های سلادون، پخت یک شی با این اندازه بسیار دشوار است، حتی سخت‌تر از اقلام کوچکتر که اغلب شکسته یا خم شده از کوره بیرون می‌آیند."
در نوامبر ۲۰۱۵، در حفاری قطعه‌ای فلزی پیدا شد که گزارش‌های اولیه مربوط به آن مربوط به سلسله گوریو است، اما برای تأیید زمان ساخت آن به مطالعات بیشتری نیاز است. محققان امیدوارند با تاریخ‌نگاری رادیوکربن قدمت این شی را تعیین کنند. آنها باید مطالعه کنند که چه زمانی ساخته شده‌است و از چه چیزی ساخته شده‌است. بر روی شیء آثاری از جوهر وجود دارد.